# Les Aventures de Sinbad le marin
Les Aventures de Sindbad le marin (en polonais : Przygody Sindbada Żeglarza) est un livre pour enfants écrit par Bolesław Leśmian en 1913. Le genre de l'histoire est à la frontière entre la poésie et la prose.
Le titre et le contenu font référence au personnage de Sindbad le marin du livre des Mille et Une Nuits, mais il ne s'agit ni d'une traduction ni d'un remaniement des contes arabes, mais d'une œuvre littéraire originale.
Le livre a été traduit en anglais sous le titre The Adventures of Sindbad the Seafarer,.

## Résumé
Sinbad le marin vit avec son oncle Tarabuk, un poète, à Bagdad. Un jour, encouragé par le diable de mer, il décide de partir à la découverte du monde. Il vit de nombreuses aventures au cours de son voyage.